# Ю-Питер
«Ю-Питер» — российская рок-группа, основанная в 2001 году лидером Nautilus Pompilius Вячеславом Бутусовым и гитаристом группы «Кино» Юрием Каспаряном. Репертуар коллектива состоит из авторского материала, а также из песен групп «Кино» и «Наутилус Помпилиус».

## История группы
После распада в 1997 году «Наутилуса» Вячеслав Бутусов на протяжении нескольких лет выступал сольно, на концертах сотрудничал с Юрием Ильченко, минской группой «Плато», театром «Лицедеи» и многими другими артистами. В то время он знакомится с Юрием Каспаряном. Вместе они записали и выпустили два альбома: НезаконНоРожденный АльХимик доктор Фауст - Пернатый Змей (1997) и Звёздный падл (2001). В июне 2001 года Бутусов завершил акустическое турне «Тихие игры».
В это же время Вячеслав Бутусов и Юрий Каспарян стали задумываться о создании полноценного электрического состава. В октябре сформировался костяк новой группы, в которую вошли гитарист Каспарян и клавишник Сакмаров, партии бас-гитары подрядился исполнять сам Бутусов. Для поисков барабанщика объявили кастинг, и в итоге эту вакансию занял Евгений Кулаков, успевший поиграть со многими питерскими группами, такими как «Департамент», «Флирт», «Фрукты», «Wine», «Радио», «Облаком», «Петля Нестерова», «El Coyotes», «Пойманные муравьеды», «Traffix» и «1,5 кг отличного пюре».
Группа (ещё без названия) была представлена 11 октября 2001 года, а в ноябре под названием «Ю-Питер» записала свой первый сингл «Ударная любовь». Один из первых концертов прошёл 24 января 2002 года в ДК Горбунова. В течение 2002 года группа активно гастролировала по России и ближнему зарубежью, исполняя в основном песни периода сольного творчества Вячеслава Бутусова. В июне состоялось триумфальное выступление на фестивале «Окна открой!».
В марте 2003 года была завершена работа над первым номерным альбомом Имя рек, в него вошли одиннадцать новых песен Бутусова, которые вскоре стали основой концертной программы группы. В течение 2003 года «Ю-Питер» принял участие в нескольких рок-фестивалях, записал песню «Сурги и Лурги» для трибьют-альбома группы «Пикник». В декабре коллектив лишился Олега Сакмарова, накопившего к тому времени собственный материал и пожелавшего основать отдельную группу.
В июне—августе 2004 года при участии композитора и аранжировщика Евгения Курицына группа записала альбом Биографика, треки из которого — «Песня идущего домой» и «Девушка по городу» активно ротировались в радиоэфире. На телевидении регулярно транслировался клип «Девушка по городу», режиссёром которого выступил Дмитрий Киселёв, ранее занимавшийся монтажом фильмов («Ночной дозор») и съёмками рекламных роликов.
В 2008 году перед фестивалем «Нашествие» в группе появился новый участник — бас-гитарист Сергей Вырвич, известный по игре в группах C.O.K., bzik и Billy’s Band.
В 2008 году вышел альбом Богомол, песня «Скажи, мне птица» попала в эфир российских радиостанций. В том же году вышел сдвоенный трибьют-альбом группы Наутилус Помпилиус. Во второй части собраны песни Наутилуса, исполненные группой Ю-Питер.
11 октября 2009 года состоялся концерт «Нау Бум» в концертном зале «Октябрьский». Концерт посвящён 25-летию группы «Nautilus Pompilius». Пять композиций в концерте прозвучало в сопровождении камерного оркестра. Телеверсия концерта была показана на «Пятом канале».
В июне 2010 года на студии «Добролет» группа записала новый альбом, который вышел осенью под названием «Цветы и тернии». По словам лидера группы Вячеслава Бутусова, идея создания альбома навеяна движением хиппи 70-х годов, и изначально пластинку планировали назвать «Неохиппи». Однако потом было придумано более емкое и символическое название — «Цветы и тернии». Альбом также появился на виниловых пластинках. Была записана песня «Дети минут» на стихи Виктора Цоя, которая вошла в саундтрек фильма «Игла. Remix» и активно ротировалась в радиоэфире.
В начале 2011 группу покинул бас-гитарист Сергей Вырвич. Вместо него был взят Алексей Андреев, ранее выступавший в ряде петербургских коллективов.
1 марта 2012 года вышел альбом «10-Питер», состоящий из концертных версий песен.
В 2015 году группа завершила работу над пятым студийным альбомом под названием «Гудгора». Выпуск «Гудгоры» состоялся 24 февраля 2015 года. Релизу предшествовали несколько синглов в формате видеоклипов — все они были собственноручно смонтированы Вячеславом Бутусовым.
11 октября 2016 года группе исполнилось 15 лет. По случаю юбилея музыканты приготовили программу, премьера которой состоялась в большом концерте в Москве, 22 октября, на сцене Crocus City Hall.
26 февраля 2017 года после концерта в городе Челябинске, завершающего сибирско-уральский тур, группа «Ю-Питер» завершила свою совместную деятельность.  Об этом через социальную сеть ВКонтакте объявил бас-гитарист группы Алексей Андреев.

### После распада
3 июля 2017 года Бутусов представил совместную с пианисткой Екатериной Мечетиной видеоверсию концерта-спектакля «Пробуждённая радость», в которой вошли песни «Ю-Питера» в новых версиях  — «Из реки» с альбома «Биографика» (2004), «Сиямый», «Чёрная птица — белые крылья» и «Всё, что нужно» с альбома «Гудгора» (2015).

## Состав

### Последний состав
- Вячеслав Бутусов — вокал, электрогитара, акустическая гитара, 12-струнная гитара (2001—2017), бас-гитара (до 2005 года)
- Юрий Каспарян — электро- и акустическая гитара (2001—2017)
- Евгений Кулаков — ударные, перкуссия, биты (2001—2017)
- Алексей Андреев — бас-гитара, клавишные, гитара (2011—2017)

### Бывшие участники
- Олег Сакмаров — клавишные, духовые (2001—2003)
- Сергей Вырвич — бас-гитара (2008—2011)

## Дискография

### Альбомы
- 2003 — Имя рек
- 2004 — Биографика
- 2008 — Богомол
- 2010 — Цветы и тернии
- 2015 — Гудгора

### Синглы
- 2001 — Ударная любовь
- 2004 — Песня идущего домой
- 2004 — Девушка по городу
- 2008 — Скажи мне, птица
- 2010 — Скалолазы
- 2010 — Глаза
- 2010 — Дети минут
- 2012 — Хлоп-хлоп
- 2012 — Аделаида (Аквариум Cover)
- 2012 — Десять шагов
- 2012 — Битва с магнатом
- 2014 — Гудгора
- 2014 — Возьми меня с собой
- 2014 — Чёрная птица − белые крылья

### Трибьюты
- 2008 — Нау Бум
- 2014 — НауРок

### Концертные альбомы
- 2012 — 10-Питер[7]
- 2013 — Ю-11ИТЕР

### Клипы
- 2001 --  "Ударная Любовь" с сингла Ударная Любовь. Фильм / клип знакомство с группой.
- 2003 — «Эхолов» с альбома Биографика
- 2004 — «Девушка по городу» с альбома Биографика
- 2008 — «Скажи мне птица» с альбома Богомол
- 2010 — «Дети минут» с альбома Цветы и тернии
- 2010 — «Глаза» с альбома Цветы и тернии
- 2012 — «Десять шагов» с сингла Десять шагов
- 2013 — «Битва с магнатом» с сингла Битва с магнатом
- 2013 — «Я хочу быть с тобой» с фильма-концерта 30 лет под водой

## Награды
- 2004 — IX «Золотой граммофон» за хит «Девушка по городу».[источник не указан 1508 дней]